# Computadora cognitiva
Una computadora cognitiva es un ordenador que conecta inteligencia artificial y algoritmos de aprendizaje automático en un circuito integrado que intenta reproducir fielmente el comportamiento del cerebro humano.  Generalmente adopta un enfoque de ingeniería neuromórfica. Los sinónimos incluyen chip neuromórfico y chip cognitivo.  Los chips neuromórficos son un área de investigación en biónica y neuroinformática. Los prototipos existentes incluyen retinas artificiales o incluso sistemas de visión más desarrollados, cócleas artificiales, detectores de olores o relojes para secuencias de movimientos naturales en robots. En particular, los NPU también pertenecen a la clase de circuitos integrados neuromórficos.
Mientras que en las arquitecturas de Von Neumann el hardware es muy general y el software, por tanto, muy específico, los chips neuromórficos se caracterizan por un hardware altamente especializado para la tarea, cuya característica destacada es una alta interconexión en red (interconectividad) con diversas retroalimentaciones. El objetivo es representar también en circuitos el desarrollo autoorganizado del cerebro.
La electrónica neuromórfica, que se caracteriza por una alta eficiencia energética y pequeños requisitos de espacio en comparación con los chips convencionales, probablemente pueda utilizarse implantada en el futuro para reemplazar los sistemas neuronales periféricos que fallan debido a enfermedades (por ejemplo: una retina de silicio para la retina de pacientes con retinosis pigmentaria ). Otros campos de aplicación incluyen sistemas de sensores para robots u otros sistemas autónomos.
Los chips neuromórficos son particularmente adecuados para el reconocimiento y la predicción de patrones en datos complejos. 
En 2013, IBM desarrolló Watson, una computadora cognitiva implementada mediante redes neuronales y técnicas de aprendizaje profundo.  Al año siguiente desarrolló la arquitectura de microchip TrueNorth 2014,  que está diseñada para tener una estructura más cercana al cerebro humano que la arquitectura von Neumann utilizada en las computadoras convencionales.  En 2017, Intel también anunció su versión de un chip cognitivo en "Loihi", que pretendía estar disponible para universidades y laboratorios de investigación en 2018. Intel (sobre todo con sus sistemas Pohoiki Beach y Springs  ), Qualcomm y otros están mejorando los procesadores neuromórficos de manera constante.
En 2023, el chip NorthPole de prueba de concepto de IBM (optimizado para precisión de 2, 4 y 8 bits) logró un rendimiento notable en el reconocimiento de imágenes. 

## Chip TrueNorth de IBM

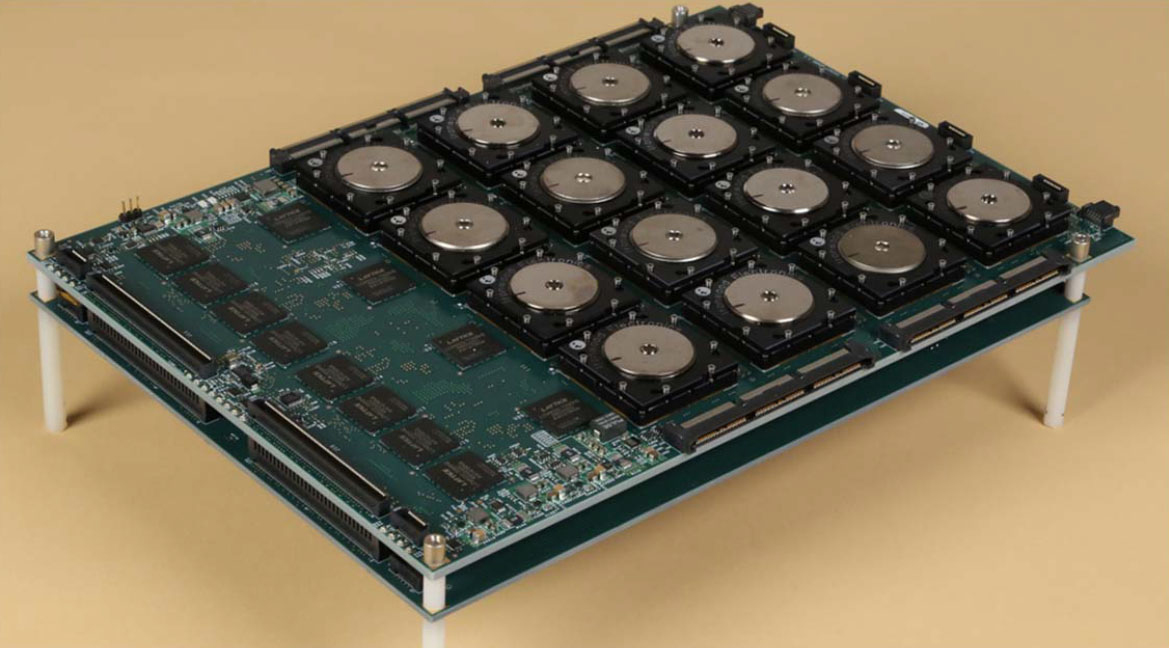
Placa DARPA SyNAPSE con 16 chips TrueNorth

TrueNorth era un circuito integrado CMOS neuromórfico producido por IBM en 2014.  Es una red de procesadores de muchos núcleos en un diseño de chip, con 4096 núcleos, cada uno con 256 neuronas simuladas programables para un total de poco más de un millón de neuronas. A su vez, cada "neurona" tiene 256 "sinapsis" programables que transmiten las señales entre ellas. Por tanto, el número total de sinapsis programables es de poco más de 268 millones (2, 28). Su número básico de transistores es de 5.400 millones.

### Detalles
La memoria, la computación y la comunicación se manejan en cada uno de los 4096 núcleos neurosinápticos, TrueNorth evita el cuello de botella de la arquitectura von Neumann y es muy eficiente energéticamente, IBM informa de un consumo de energía de 70 milivatios y una densidad de potencia de 1/10.000. de los microprocesadores convencionales.  El chip SyNAPSE funciona a temperaturas y potencia más bajas porque solo consume la energía necesaria para el cálculo.  Se han propuesto skyrmions como modelos de sinapsis en un chip.  
Las neuronas se emulan utilizando un modelo de integración y disparo de fuga lineal (LLIF), una simplificación del modelo de integración y disparo con fugas. 
Según IBM, no tiene reloj,  opera con números unarios y calcula contando hasta un máximo de 19 bits.   Los núcleos están controlados por eventos mediante el uso de lógica síncrona y asíncrona, y están interconectados a través de una red en malla de conmutación de paquetes asíncrona en chip (NOC). 
IBM desarrolló una nueva red para programar y utilizar TrueNorth. Incluía un simulador, un nuevo lenguaje de programación, un entorno de programación integrado y bibliotecas.  Esta falta de compatibilidad con cualquier tecnología anterior (por ejemplo, compiladores de C++) plantea graves riesgos de dependencia del proveedor y otras consecuencias adversas que pueden impedir su comercialización en el futuro. 

### Investigación
En 2018, se utilizó un grupo de red TrueNorth conectado a una computadora maestra en una investigación de visión estéreo que intentaba extraer la profundidad de objetos que se movían rápidamente en una escena. 

## Chip NorthPole de IBM
En 2023, IBM lanzó su chip NorthPole, que es una prueba de concepto para mejorar drásticamente el rendimiento al entrelazar la computación con la memoria en el chip, eliminando así el cuello de botella de Von Neumann. Combina enfoques del sistema TrueNorth 2014 de IBM con diseños de hardware modernos para alcanzar velocidades aproximadamente 4.000 veces más rápidas que TrueNorth. Puede ejecutar tareas de reconocimiento de imágenes ResNet-50 o Yolo-v4 aproximadamente 22 veces más rápido, con 25 veces menos energía y 5 veces menos espacio, en comparación con las GPU que utilizan el mismo proceso de nodo de 12 nm con el que se fabricó. Incluye 224 MB de RAM y 256 núcleos de procesador y puede realizar 2048 operaciones por núcleo por ciclo con una precisión de 8 bits y 8192 operaciones con una precisión de 2 bits. Funciona entre 25 y 425 MHz.     Este es un chip de inferencia, pero aún no puede manejar GPT-4.

## Chip Intel Loihi

### Pohoiki Springs
Pohoiki Springs es un sistema que incorpora el chip neuromórfico de autoaprendizaje de Intel, llamado Loihi, presentado en 2017, quizás llamado así por el monte submarino hawaiano Lōʻihi. Intel afirma que Loihi es aproximadamente 1.000 veces más eficiente energéticamente que los sistemas informáticos de uso general utilizados para entrenar redes neuronales. En teoría, Loihi admite tanto el entrenamiento como la inferencia de aprendizaje automático en el mismo silicio independientemente de una conexión a la nube, y de manera más eficiente que las redes neuronales convolucionales o las redes neuronales de aprendizaje profundo. Intel apunta a un sistema para monitorear los latidos del corazón de una persona, tomando lecturas después de eventos como hacer ejercicio o comer, y usando el chip para normalizar los datos y calcular los latidos del corazón "normales". Luego puede detectar anomalías y afrontar nuevos eventos o condiciones.
La primera iteración del chip se realizó utilizando el proceso de fabricación de 14 nm de Intel y alberga 128 grupos de 1.024 neuronas artificiales cada uno para un total de 131.072 neuronas simuladas.  Esto ofrece alrededor de 130 millones de sinapsis, mucho menos que los 800 billones de sinapsis del cerebro humano, y por detrás del TrueNorth de IBM.  Loihi está disponible para fines de investigación entre más de 40 grupos de investigación académica como factor de forma USB.  
En octubre de 2019, investigadores de la Universidad de Rutgers publicaron un artículo de investigación para demostrar la eficiencia energética de Loihi de Intel al resolver localización y mapeo simultáneos. 
En marzo de 2020, Intel y la Universidad de Cornell publicaron un artículo de investigación para demostrar la capacidad de Loihi de Intel para reconocer diferentes materiales peligrosos, lo que eventualmente podría ayudar a "diagnosticar enfermedades, detectar armas y explosivos, encontrar narcóticos y detectar señales de humo y monóxido de carbono". ". 

### Hala Point
Loihi 2 de Intel, llamado Pohoiki, se lanzó en septiembre de 2021 con 64 núcleos.  Cuenta con velocidades más rápidas, comunicaciones entre chips de mayor ancho de banda para una escalabilidad mejorada, mayor capacidad por chip, un tamaño más compacto debido al escalamiento del proceso y una programabilidad mejorada. 
Intel afirmó en 2024 que Hala Point era el sistema neuromórfico más grande del mundo. Utiliza chips Loihi 2. Se afirma que ofrece 10 veces más capacidad neuronal y hasta 12 veces más rendimiento.
Hala Point proporciona hasta 20 mil billones de operaciones por segundo (20 petaops), con una eficiencia que supera los 15 billones (8 bits) de operaciones S -1 W -1 en redes neuronales profundas convencionales. Esto rivaliza con los niveles alcanzados por las arquitecturas GPU/CPU. Hala Point incluye 1152 procesadores Loihi 2 producidos en el nodo de proceso Intel 3 en un chasis de seis unidades de rack. El sistema admite hasta 1.150 millones de neuronas y 128.000 millones de sinapsis distribuidas en 140.544 núcleos de procesamiento neuromórfico, consumiendo 2.600 vatios de potencia. Incluye más de 2300 procesadores x86 integrados para cálculos auxiliares.
Hala Point integra canales de procesamiento, memoria y comunicación en una estructura masivamente paralelizada, proporcionando 16 PB S -1 de ancho de banda de memoria, 3,5 PB S -1 de ancho de banda de comunicación entre núcleos y 5 TB S -1 de ancho de banda entre chips.
El sistema puede procesar sus 1.150 millones de neuronas 20 veces más rápido que un cerebro humano. Su capacidad neuronal es aproximadamente equivalente a la del cerebro de un búho o a la corteza de un mono capuchino.

## SpiNNaker
SpiNNaker (Spiking Neural Network Architecture) es una arquitectura de supercomputadora de muchos núcleos masivamente paralela diseñada por el Grupo de Investigación de Tecnologías de Procesadores Avanzados del Departamento de Ciencias de la Computación de la Universidad de Mánchester. 

## Crítica
Los críticos argumentan que una computadora del tamaño de una habitación (como en el caso de Watson de IBM) no es una alternativa viable a un cerebro humano de tres libras.  Algunos también citan la dificultad de que un solo sistema reúna tantos elementos, como las diferentes fuentes de información y recursos informáticos. 
En 2021, The New York Times publicó el artículo de Steve Lohr "¿Qué pasó con Watson de IBM?".  Escribió sobre algunos costosos fallos de IBM Watson. Uno de ellos, un proyecto relacionado con el cáncer llamado Asesor Experto en Oncología,  fue abandonado en 2016 por considerarlo un costoso fracaso. Durante la colaboración, Watson no pudo utilizar los datos de los pacientes. Watson luchó por descifrar las notas de los médicos y los historiales de los pacientes.